# Armatocereus procerus
Armatocereus procerus är en kaktusväxtart som beskrevs av Werner Rauh och Curt Backeberg. Armatocereus procerus ingår i släktet Armatocereus och familjen kaktusväxter. Inga underarter finns listade i Catalogue of Life.